# Абай (Келеський район)
Аба́й (каз. Абай) — село, центр Келеського району Туркестанської області Казахстану. Адміністративний центр та єдиний населений пункт Абайського сільського округу.
Населення — 23510 осіб (2021; 17700 у 2009, 15454 у 1999, 12151 у 1989).